# Beggs Motor Car Co.

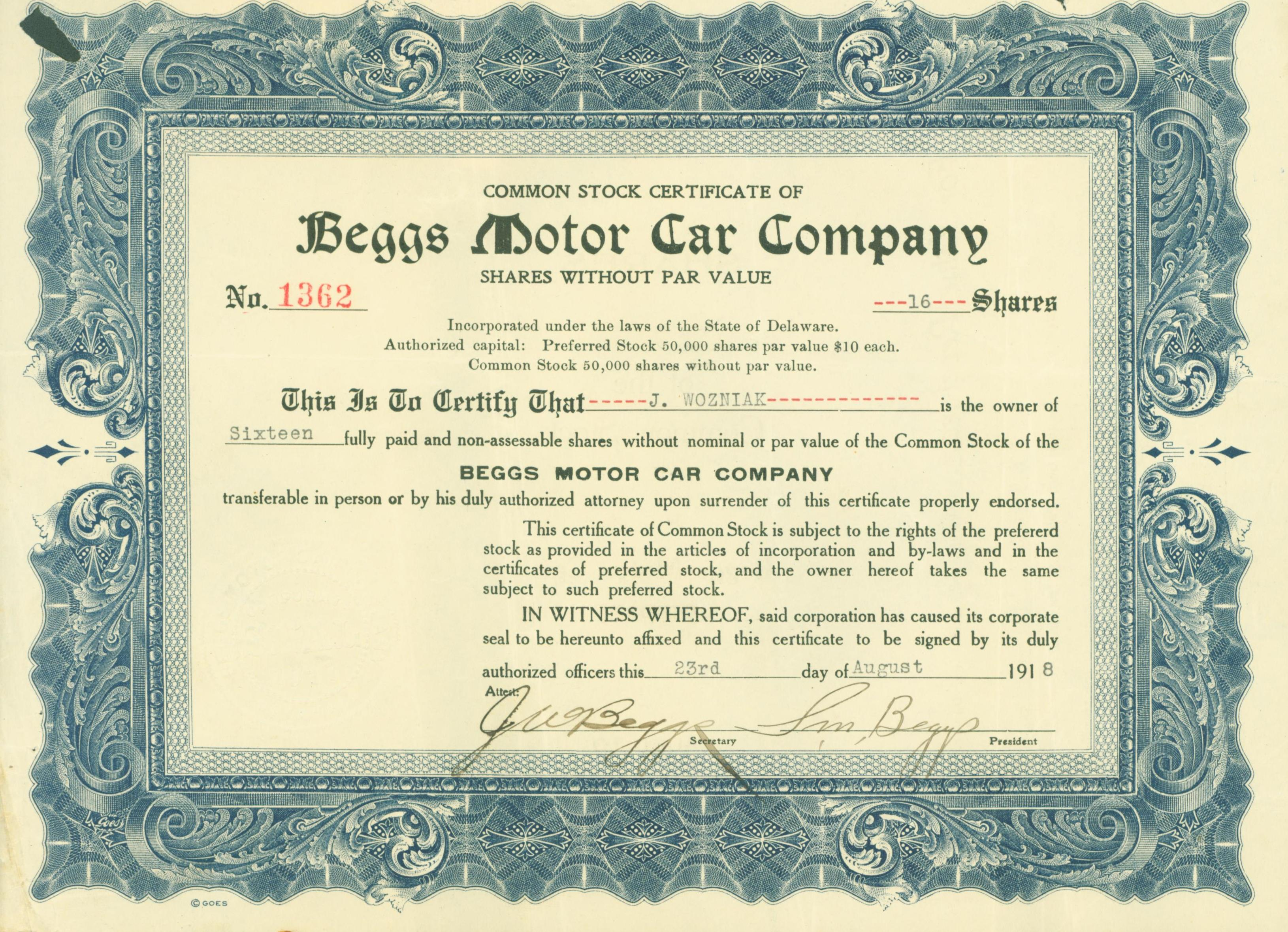
Aktie der Beggs Motor Car Company vom 23. August 1918

Beggs Motor Car Co. war ein US-amerikanischer Automobilhersteller.

## Beschreibung
Die Familie Beggs stellte ab etwa 1892 in Kansas City in Missouri unter der Firmierung Beggs Wagon Co.  Fuhrwerke her. 1918 wurde ein eigenes Unternehmen für den Automobilbau gegründet. S.M. Beggs war Präsident, C.F. Hutchings und J.S. Lapsy waren die Vizepräsidenten und Earl Akers Finanzvorstand. 1919 begann die Produktion. Der Markenname lautete Beggs.
1923 endete die Produktion. Insgesamt entstanden über 200 Fahrzeuge.

## Fahrzeuge
Der erste Beggs war 1919 das Modell 19 Touring mit einem von der Continental Motors Company zugelieferten Sechszylinder-Motor mit 25 PS.
Die Fahrzeuge wurden, wie damals durchaus üblich, aus zugekauften Standard-Komponenten montiert.
Ab 1920 wurden die Modelle mit einem selbstentwickelten wassergekühlten L-Kopf-Sechszylindermotor mit 25 PS ausgestattet.
Der Motor hatte eine Bohrung von 3¼ Zoll (83 mm) und Hub von 4½  Zoll (114 mm). Er war ausgestattet mit einem Stromberg-Vergaser, Zündung der Connecticut Telephone & Electric Co., Exide-Batterie, und einem Anlasser bzw. Lichtmaschine von Auto-Light. Des Weiteren hatten die Beggs Automobile ein Dreigang-Getriebe, eine Stampar Hinterachse sowie 33x4-Zoll-Felgen (84×10 cm) mit Firestone-Reifen. Der Radstand der Fahrgestelle betrug einheitlich 120 inches oder 305 cm.
Die Touring-Modelle (Preis 1920: $1,775.00) hatten Platz für fünf Personen, die Sedan-Variante (Preis 1920: $2,775.00) für bis zu sieben Personen. Außerdem gab es einen für vier Personen ausgelegten Sportster (Preis 1920: $1,975.00). Zum Vergleich: Ein 1920er Ford Model T als Sedan mit 22,5 PS kostete $975.00.